# أرن أندرسون
أرن أندرسون (بالإنجليزية: Arn Anderson) (20 سبتمبر 1958) مصارع أمريكي محترف متقاعد كان أول ظهور له في حلبات المصارعة عام 1982 كان يصارع في اتحاد الدبليو دبليو اي بين عامي 1988 - 1989.

## وصلات خارجية
- أرن أندرسون على موقع IMDb (الإنجليزية)
- أرن أندرسون على موقع قاعدة بيانات الفيلم (الإنجليزية)
- أرن أندرسون على موقع WrestlingData.com (الإنجليزية)
- أرن أندرسون على موقع CageMatch worker (الإنجليزية)
- أرن أندرسون على موقع قاعدة بيانات المصارعة على الإنترنت (الإنجليزية)
- أرن أندرسون على موقع قاعدة بيانات المصارعة على الإنترنت (الإنجليزية)
- أرن أندرسون على موقع عالم المصارعة على الإنترنت (الإنجليزية)
- أرن أندرسون على موقع عالم المصارعة على الإنترنت (الإنجليزية)

- Arn Anderson Tribute Site
- WWE Alumni profile of Arn Anderson
- Arn Anderson at Cagematch.net